# لويس أنخيل سانشيز
لويس أنخيل سانشيز (بالإسبانية: Luis Ángel Sánchez) هو منافس ألعاب قوى غواتيمالي، ولد في 15 ديسمبر 1993.

## وصلات خارجية
- لويس أنخيل سانشيز على موقع الاتحاد الدولي لألعاب القوى (الإنجليزية)
- لويس أنخيل سانشيز على موقع أوليمبيديا (الإنجليزية)